# 蒂姆·霍格蘭
蒂姆·霍格蘭（德語：Tim Hoogland，1985年6月11日—）是一位前德國足球運動員，司職後衛，他最後效力于澳職球隊墨爾本勝利。

## 球會生涯

### 初期
霍格蘭在1998年加入沙爾克04青年軍，並代表一隊在德甲上場12次。

### 美因茨
2007年夏天，霍格蘭轉投降級至德乙的美因茨，簽約至2010年，並助球隊在2008/09球季返回德甲聯賽。2009/10球季揭幕日對勒沃库森以隊長身份上場，並在開賽5分鐘以頭球進球使球隊領先，最終以2-2戰平。

### 重返沙爾克04
2010年約滿的霍格蘭重新回到沙爾克04，簽約至2014年季末。可是他常常受到膝傷和胰脏問題困擾，整個球季沒有上場機會。在2011/12球季下半季，他只在德甲上場了3次。
2012/13球季，他被外借至斯图加特以獲得比賽機會。聯賽第三輪對杜塞尔多夫比賽中，他一次對安德烈·沃罗宁的侵犯而獲得黃牌，但亦因此受傷須休養六星期。他在2013年5月11日對母會沙尔克04的比賽中復出，賽後斯圖加特足球總監表示他留在斯圖加特不會有前途，並會返回沙爾克04。
2013/14球季，返回沙爾克04的霍格蘭將會在右邊衛與內田篤人競爭，起初霍格蘭大部份時間都在板凳上度過，後來由於內田篤人受了重傷而獲得比賽機會，並在聯賽下半季多次以先發身份上場比賽。2014年3月18日歐洲冠軍聯賽作客皇家馬德里，霍格蘭在禁區外遠射進球，但球隊仍終總比數9-1出局。2014年季末，沙爾克04宣佈不會與他續約。

### 富咸
2014年6月25日，英冠球隊富勒姆簽入自由身的霍格蘭，合約為期一年。

## 外部連結
- fussballdaten.de （页面存档备份，存于） （德文）
- Career stats at Fussballdaten.de （页面存档备份，存于） （德文）
- 足球数据库：蒂姆·霍格蘭的球员统计数据